# Castillo de proa
En náutica, el Castillo de proa (Castillo) es la parte de la cubierta superior contada desde el canto de proa de la boca del combés hasta la roda. En francés es llamado Gaillard d'avant, en inglés Forecastle y en italiano Accastellamento di prua.

## Historia

### Orígenes

En la parte derecha de la imagen, correspondiente a la parte delantera de esta réplica de un barco de la Edad Media, el Lisa von Lübeck, puede observarse la estructura del castillo de proa, del que surgen el palo trinquete y el bauprés. En el lado opuesto, a popa, puede observarse el castillo de popa.

El término castillo de proa se originó en la Edad Media, donde se equipaba a la proa de los buques de guerra con estructuras con forma de castillo, las cuales servían de plataforma de disparo para arqueros y como emplazamiento defensivo en caso de abordaje. Durante el siglo XVI, la introducción de artillería en los buques de guerra reemplazó al abordaje como medio principal de combate, lo cual significó el fin del uso militar del castillo de proa.

### En la actualidad

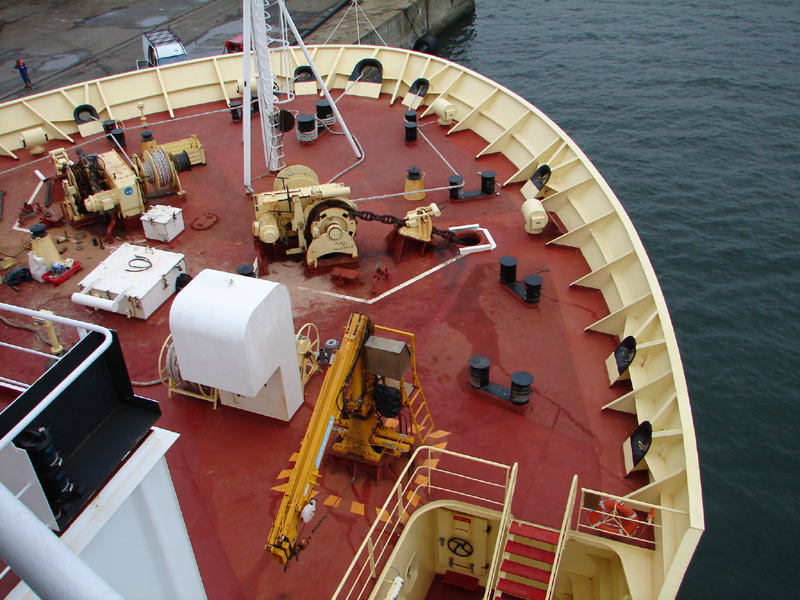
Castillo de proa de un buque moderno.

En la actualidad el castillo de proa se usa para alojar equipo de fondeo y para proporcionar una reserva de flotabilidad.